# Tour de Nuremberg
Le  Tour de Nuremberg  (Rund um die Nürnberger Altstadt  en allemand) est une compétition cycliste qui se tient tous les ans autour de la ville de Nuremberg en Allemagne. De 2005 à 2009, l'épreuve masculine est classée dans l'UCI Europe Tour, en catégorie 1.1. L'épreuve féminine fait partie de la Coupe du monde féminine de 2003 à 2009. C'en est la dernière manche à partir de 2004.
En 2010, les deux épreuves sont organisées au niveau national.
Elle est principalement parrainée par les assurances Nürnberger Versicherung. L'arrêt du partenariat avec l'équipe féminine éponyme, correspond à la fin de la course féminine par exemple.

## Palmarès

### Hommes
| Année | Vainqueur           | Deuxième         | Troisième          |
| ----- | ------------------- | ---------------- | ------------------ |
| 1991  | Stephan Gottschling |                  |                    |
| 1992  | Bert Dietz          |                  |                    |
| 1993  | Steffen Rein        |                  |                    |
| 1994  | Andreas Walzer      |                  |                    |
| 1995  | Fabio Baldato       | Bo Hambugher     | Klaus Diewald      |
| 1996  | Jan Schaffrath      | Olaf Ludwig      | Matthew White      |
| 1997  | Mikael Holst-Kyneb  | Thomas Liese     | Ivan Quaranta      |
| 1998  | Jan Ullrich         | Klaus Diewald    | Thomas Liese       |
| 1999  | Jens Zemke          | Artur Babaitsev  | Timo Scholz        |
| 2000  | Raphael Schweda     | Thomas Liese     | Jan Schaffrath     |
| 2001  | Olaf Pollack        | Erik Zabel       | Miguel Meza Flores |
| 2002  | Erik Zabel          | Olaf Pollack     | Werner Riebenbauer |
| 2003  | Kai Hundertmarck    | Robert Förster   | Jochen Summer      |
| 2004  | Sebastian Siedler   | David Kopp       | André Korff        |
| 2005  | Ronny Scholz        | Raffaele Ferrara | Ján Valach         |
| 2006  | Gerald Ciolek       | Tilo Schüler     | Harald Morscher    |
| 2007  | Fabian Wegmann      | Olaf Pollack     | Sven Krauss        |
| 2008  | André Greipel       | Jure Kocjan      | Steffen Radochla   |
| 2009  | Francesco Gavazzi   | Felix Rinker     | Nils Plötner       |
| 2010  | Eric Baumann        | David Jesse      | Philipp Mamos      |
| 2011  | Helmut Trettwer     | Leif Lampater    | Alexander Krieger  |
| 2012  | Andreas Schillinger | Stefan Schäfer   | Theo Reinhardt     |

### Femmes
| Année | Vainqueur         | Deuxième             | Troisième           |
| ----- | ----------------- | -------------------- | ------------------- |
| 1997  | Barbara Heeb      | Vera Hohlfeld        | Rikke Sandhøj       |
| 1998  | Barbara Heeb      | Svetlana Guiguileva  | Viola Paulitz       |
| 1999  | Vera Hohlfeld     | Kym Shirley          | Mandy Hampel        |
| 2000  | Regina Schleicher | Tanja Schmidt-Hennes | Jacinta Coleman     |
| 2001  | Jenny Algelid     | Hanka Kupfernagel    | Regina Schleicher   |
| 2002  | Jenny Algelid     | Petra Rossner        | Judith Arndt        |
| 2003  | Diana Žiliūtė     | Regina Schleicher    | Arenda Grimberg     |
| 2004  | Petra Rossner     | Angela Hennig        | Oenone Wood         |
| 2005  | Giorgia Bronzini  | Rochelle Gilmore     | Oenone Wood         |
| 2006  | Regina Schleicher | Ina-Yoko Teutenberg  | Giorgia Bronzini    |
| 2007  | Marianne Vos      | Ina-Yoko Teutenberg  | Regina Schleicher   |
| 2008  | Judith Arndt      | Monica Holler        | Kirsten Wild        |
| 2009  | Kirsten Wild      | Rochelle Gilmore     | Ina-Yoko Teutenberg |
| 2010  | Trixi Worrack     | Hanka Kupfernagel    | Luise Keller        |